# Angelo Longoni

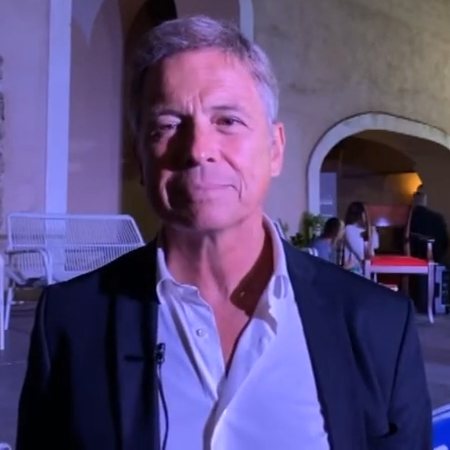
Angelo Longoni

Angelo Longoni (* 19. Oktober 1956 in Mailand; † 19. April 2025 in Rom) war ein italienischer Filmregisseur und Drehbuchautor.

## Leben
Longoni diplomierte an der „Scuola d'Arte Drammatica Paolo Grassi“ in seiner Geburtsstadt und widmete sich anschließend der Schauspielerei sowie der Theater- und Fernsehregie (Titel waren u. a. Necronomicon, L'età dell'oro und Atelier). Das Format Brivido italiano entstand für das Radio. Großen Erfolg hatte seine später auch als Film verwirklichte Bühneninszenierung von Naja, die für Longini der Türöffner für Kinofilme darstellte (begonnen hatte er mit bescheidenem Budget 1993 mit dem experimentellen, auf seinem eigenen Roman basierenden Caccia alle mosche). Facciamo fiesta aus dem Jahr 1998 war eine erfolgreiche, auf Kuba angesiedelte Komödie mit Alessandro Gassmann und Gianmarco Tognazzi. Weiterhin arbeitete Longoni auch für die Bühne; ebenfalls mit Gassman und Tognazzi wurden Uomini senza donne und Testimoni aufgeführt, daneben verantwortete er Money, Hot line und Bruciati.
Ab 1999 drehte Longoni seine Filme fast ausschließlich für das Fernsehen. Nach zahlreichen Auszeichnungen für seine Theaterarbeit gewann sein Caravaggio 2007 den Internationalen Fernsehpreis „Golden Chest“ in Plowdiw.

## Filmografie (Auswahl)
- 1993: Caccia alle mosche
- 2007: Caravaggio